# Ligne d'El Hadjar à Oued Zied
La ligne d'El Hadjar à Oued Zied est un raccordement ferroviaire qui relie la gare d'El Hadjar à celle de Oued Zied, dans la wilaya d'Annaba. Raccordée aux lignes d'Annaba à Djebel Onk et de Ramdane Djamel à Annaba, cette courte ligne permet la desserte du complexe sidérurgique d'El Hadjar par les trains de minerai de fer en provenance des mines de Ouenza et de Boukhadra, situées dans la région de Tébessa, et le transport de l'acier vers le port d'Annaba et vers les autres régions de l'Algérie.

## Histoire
Le raccordement ferroviaire d'El Hadjar à Oued Zied a été mis en service lors de l'ouverture du complexe sidérurgique d'El Hadjar en juin 1969.

## La ligne

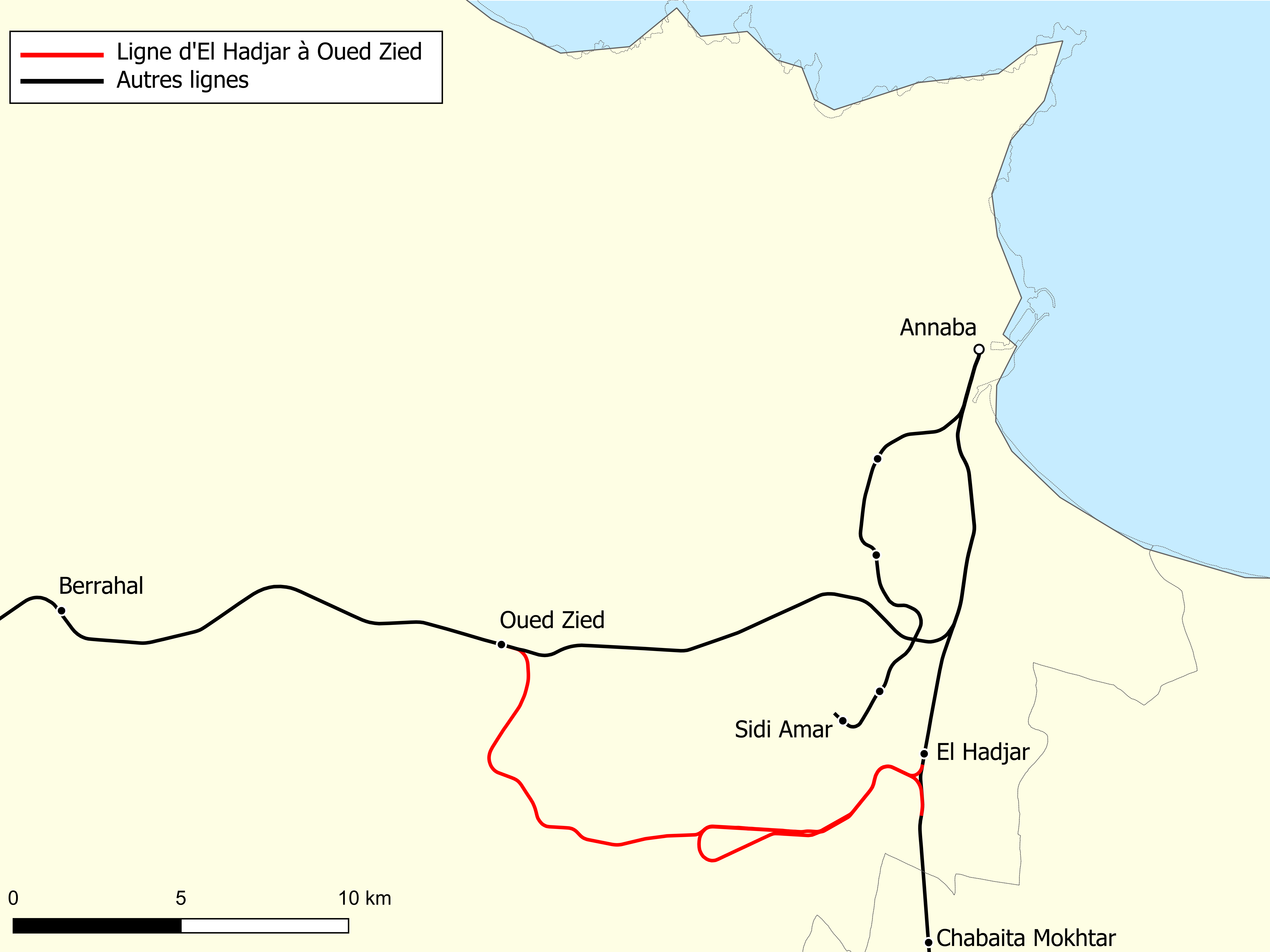
Localisation de la ligne d'El Hadjar à Oued Zied dans la wilaya d'Annaba.

### Caractéristiques
D'une vingtaine de kilomètres de longueur environ, la ligne est une voie unique à écartement standard. Elle dessert un important faisceau de voies ferrées situé au sud du site sidérurgique, où arrivent les trains de minerai de fer et de coke et d'où partent les trains chargés d'acier et de fonte.

### Tracé et profil
L'extrémité est de la ligne est raccordée à la ligne d'Annaba à Djebel Onk, au sud de la gare d'El Hadjar, par une double jonction : une en direction du nord, vers le port d'Annaba ; l'autre en direction du sud, vers Tébessa. Son extrémité ouest est raccordée à la ligne de Ramdane Djamel à Annaba, à l'entrée est de la gare de Oued Zied et en direction de Constantine.

## Service ferroviaire
La ligne dessert le complexe sidérurgique d'El Hadjar. Elle permet, d'une part, le transport ferroviaire du minerai de fer en provenance des mines de Ouenza et de Boukhadra et du coke en provenance du port d'Annaba vers l'usine de production d'acier et, d'autre part, le transport de l'acier produit vers le port et vers les autres régions de l'Algérie.